# محوطه سماوات (۲)
محوطه سماوات (۲) در شهرستان گیلانغرب، بخش مرکزی، دهستان چله، ۸۰ متری شمال غربی روستای سماوات واقع شده و این اثر در تاریخ ۲۷ اسفند ۱۳۸۶ با شمارهٔ ثبت ۲۲۳۷۶ به‌عنوان یکی از آثار ملی ایران به ثبت رسیده است.